# 2019 en Suisse
Chronologie de la Suisse
- 2015
- 2016
- 2017
- 2018
- 2019
- 2020
- 2021
- 2022
- 2023

2017 par pays en Europe - 2018 par pays en Europe - 2019 par pays en Europe - 2020 par pays en Europe - 2021 par pays en Europe
2017 en Europe - 2018 en Europe - 2019 en Europe - 2020 en Europe - 2021 en Europe

## Gouvernement au1erjanvier 2019
- Conseil fédéral[1] :
  - Ueli Maurer (UDC/ZH), président de la Confédération
  - Simonetta Sommaruga (PS/BE), vice-présidente de la Confédération
  - Alain Berset (PS/FR)
  - Guy Parmelin (UDC/VD)
  - Ignazio Cassis (PLR/TI)
  - Karin Keller-Sutter (PLR/SG)
  - Viola Amherd (PDC/VS)

## Faits marquants

### Janvier
- 22 au 25 janvier : 49e Forum économique mondial à Davos.

### Février
- 10 février : votation fédérale.

### Mars
- 4 au 22 mars : session de printemps du Conseil national[2].
- 7 au 17 mars : Salon international de l'automobile de Genève.

### Mai
- 19 mai : votation fédérale sur deux objets.

### Juin
- 3 au 21 juin : session d'été du Conseil national[2].
  - Discussion sur le mariage civil pour toutes et tous[3].
- 14 juin : les femmes font grève et manifestent dans tout le pays pour l'égalité des sexes[4].
- À partir du 24 juin : la Suisse, entre-autres, est touchée par la canicule européenne précoce.

### Juillet
- 18 juillet au 11 août : 12éme Fête des Vignerons à Vevey à la Place du Marché.

### Septembre
- 9 au 27 septembre : session d'automne du Conseil national[2].

### Octobre
- 8 octobre : le Prix Nobel de physique est remis aux astronomes suisses Michel Mayor et Didier Queloz pour avoir prouvé l'existence des exoplanètes en découvrant 51 Pegasi b en 1995, ainsi qu'à l'astronome canado-américain James Peebles pour avoir prédis l'existence du fond diffus cosmologique et avoir été le premier à comprendre l'importance de la matière noire dans les grandes structures de l'Univers
- 20 octobre : Élections fédérales suisses de 2019

### Décembre
- 2 au 20 décembre : session d'hiver du Conseil national[2].